# John Grigg (pisarz)
John Edward Poynder Grigg (ur. 15 kwietnia 1924 r. w Londynie, zm. 31 grudnia 2001 r. tamże) – brytyjski pisarz, dziennikarz i polityk. Jego najbardziej znaczącym dziełem pisarskim była nieukończona czterotomowa biografia premiera Davida Lloyda George'a.

## Życiorys
Urodził się 15 kwietnia 1924. Jego ojcem był sir Edward Grigg, sekretarz wojskowy księcia Walii (1919–1921) i prywatny sekretarz premiera Davida Lloyda George′a (1921–1922), poseł do Izby Gmin i gubernator Kenii, który w 1945 otrzymał utworzony dla niego tytuł lorda Altrincham.
Grigg uczył się w Eton College, po czym w 1943 wstąpił do armii i został przydzielony do grenadierów. Służył m.in. jako oficer straży w pałacu św. Jakuba i zamku w Windsorze. Niechęć do Kościoła uratowała mu w 1944 życie, gdy zbombardowana została kaplica, do której większość oficerów i ich rodzin udała się na poranną mszę. Później w tym samym roku jako dowódca plutonu brał udział w walkach w Ardenach, a potem przeszedł do wywiadu i w chwili zakończenia wojny przebywał w Hamburgu.
Po zwolnieniu z wojska w 1945 podjął studia z historii najnowszej w New College w Oksfordzie, zyskując bardzo dobrą opinię. W 1948 wygrał University Gladstone Memorial Prize. Po studiach zaczął pracę jako redaktor w konserwatywnym periodyku „National Review”, który krótko wcześniej został kupiony przez jego ojca. Z czasem przejął też większość obowiązków administracyjnych ojca, który był formalnie redaktorem naczelnym. W 1950 czasopismo zmieniło nazwę na „National and English Review”, a po przejściu ojca na emeryturę w 1954 Grigg został szefem redakcji gazety. W międzyczasie bez powodzenia startował w 1951 i 1955 do Izby Gmin jako kandydat konserwatystów w okręgu Oldham West.
Po śmierci ojca i odziedziczeniu tytułu lordowskiego w 1955 utracił możliwość kandydowania do Izby Gmin, niemniej odmawiał stawiennictwa w Izbie Lordów i ostatecznie nie objął przynależnego mu miejsca. Przepowiadał, że jeśli nie dojdzie do reformy Izby, konieczne będzie jej zlikwidowanie. Grigg postulował, by otrzymanie dziedzicznej godności lorda nie wiązało się automatycznie z przyznaniem miejsca w Izbie Lordów i by chociaż część miejsc obsadzać w drodze wyborów albo nominacji. W następnych latach na łamach konserwatywnego „Crossbow0, które pomagał założyć, wezwał pozostałych lordów, by – tak jak on – bojkotowali obrady Izby.
Po śmierci ojca zaczął też zmieniać profil „National and English Review” na bardziej radykalny. W 1956 zaczął kampanię wymierzoną w konserwatywny rząd w związku z kryzysem sueskim, oskarżając go o nieodwracalne szkody dla kraju i wzywając do natychmiastowego wycofania wojsk z Port Saidu. W 1957 wezwał Kościół Anglii do dopuszczenia kobiet do funkcji księży, uznając rezerwowanie tej funkcji dla mężczyzn za zabobon. W 1958 wydał książkę, w której postulował radykalną zmianę anglikanizmu, m.in. zastąpienie kazań dialogiem, mianowanie biskupów na siedmioletnie kadencje i mianowanie kobiet na księży. Jego postulaty wywołały poruszenie, on sam jednak zapewniał o swoim oddaniu wierze. W tym samym roku wywołał ogólnokrajową burzę artykułem krytykującym królową i brytyjską monarchię – określił dwór jako „beztroski” i „nieczuły”, poza tym ubolewał, że królowa Elżbieta II, która powinna być ponad podziałami klasowymi, stała się reprezentantem klas wyższych. Po publikacji artykułu został skrytykowany w BBC przez księcia Argyll, który stwierdził, że Grigg powinien zostać powieszony, utopiony i poćwiartowany, a na ulicy napadnięty przez monarchistę.
Do 1960 „National and English Reviewl” znalazł się w finansowych kłopotach i w lipcu Grigg wstrzymał jego publikację, po czym został felietonistą „The Guardian” (1960–1970), a następnie pisał dla „The Times” (1986–1993) i był komentatorem politycznym w „The Spectator”. W 1960 przyjął funkcję przewodniczącego London Boycott Committee, który prowadził kampanię na rzecz bojkotu towarów importowanych z Południowej Afryki. Dwa lata później napisał artykuł ostro krytykujący nieudolność premiera Harolda Macmillana. Był zdecydowanym przeciwnikiem rasizmu, w związku z czym krytykował dwór za niedopuszczanie niebiałoskórych do eksponowanych stanowisk i popierał usunięcie Południowej Afryki ze Wspólnoty Narodów. W latach 70. XX wieku aktywnie sprzeciwiał się próbom przywrócenia kary śmierci.
W 1963 Tony Benn przeforsował Peerage Act, który umożliwiał zrzeczenie się tytułu lordowskiego, a Grigg jako drugi zaraz po Bennie skorzystał z możliwości dawanych przez nowe prawo. Pomimo odzyskania możliwości kandydowania do Izby Gmin, Grigg nigdy się do niej nie dostał.
W latach 80. był stałym autorem „The Times”, redagując dział nekrologów i przyjął od redakcji zlecenie napisania szóstego tomu historii gazety (za lata 1966–1981). Krytyka rozlicznych wartości konserwatywnych spowodowała wykreślenie go w 1975 z grona tej partii. W 1982 dołączył do nowo powstałej Partii Socjaldemokratycznej.
Był członkiem Royal Society of Literature. W 1943 wydał dwa pierwsze tomy biografii Lloyda George′a, a w 1980 opublikował Victory that Never Was, w której uznał kampanię śródziemnomorską Aliantów za strategiczny błąd, który uniemożliwił wcześniejsze lądowanie w zachodniej Europie, oraz Nancy Astor: Portrait of a Pioneer, będącą biografią pierwszej członkini Parlamentu. Grigg był także zwolennikiem powszechnie później przyjętej tezy, zgodnie z którą wilhelmińskie Niemcy były agresywne, militarystyczne, antydemokratyczne i dążyły do dominacji w Europie, a zatem istotnie były odpowiedzialne za wybuch I wojny światowej.
Od 1958 był żonaty z Patricią Campbell, z którą adoptował dwóch chłopców.
Zmarł 31 grudnia 2001 z powodu choroby nowotworowej.